# Bereitet die Wege, bereitet die Bahn!
Bereitet die Wege, bereitet die Bahn! (BWV 132) ist eine Kirchenkantate von Johann Sebastian Bach. Er komponierte sie 1715 in Weimar für den 4. Advent, den 22. Dezember 1715.

## Geschichte und Worte
Bach schrieb die Kantate als Konzertmeister am Hof von Johann Ernst von Sachsen-Weimar für den 4. Advent und führte sie am 22. Dezember 1715 in der Schlosskirche erstmals auf. Die vorgeschriebenen Lesungen waren Phil 4,4–7  und Joh 1,19–28 , das Zeugnis Johannes des Täufers. Der Kantatentext wurde vom Hofdichter Salomon Franck verfasst und 1715 in Evangelisches Andachts-Opffer veröffentlicht. Franck beendete die Kantate mit der fünften Strophe von Elisabeth Crucigers Choral Herr Christ, der einig Gotts Sohn. In der Eingangsarie bezieht sich Franck, wie auch das Evangelium, auf Jesaja: Bereitet dem Herrn den Weg. Der Dichter bezieht auch die Taufe ein und spricht den einzelnen Christen als Glied Christi an.

## Besetzung und Aufbau
Die Kantate ist wie andere Kantaten aus Weimar klein besetzt mit vier Solisten, Sopran, Alt, Tenor und Bass, Oboe, zwei Violinen, Viola und Basso continuo. Ein vierstimmiger Chor wird, wenn überhaupt, nur im Schlusschoral benötigt. Die Musik des Chorals ist verloren. Möglicherweise wurde sie auf einem getrennten Blatt notiert, wie es für die vier Wochen früher entstandene Kantate Nur jedem das Seine erhalten ist. Stattdessen wird in der Regel der gleichlautende Schlusschoral von Ihr, die ihr euch von Christo nennet (1725) musiziert.
1. Aria (Sopran): Bereitet die Wege, bereitet die Bahn!
2. Recitativo (Tenor): Willst du dich Gottes Kind und Christi Bruder nennen
3. Aria (Bass): Wer bist du? Frage dein Gewissen
4. Recitativo (Alt, Streicher): Ich will, mein Gott, dir frei heraus bekennen
5. Aria (Alto, Violine): Christi Glieder, ach bedenket
6. Choral: Ertöt uns durch deine Güte

## Musik
Die erste Arie in da-capo-Form (6/8-Takt) wird von allen Instrumenten begleitet. Kennzeichnend für den Solopart sind die überaus langen und virtuosen Sechzehntelketten, welche das Wort „Bahn“ illustrieren.
Das Tenor-Rezitativ enthält längere Arioso-Abschnitte, Stimme und continuo sind manchmal in Imitation geführt, als Bild für die Nachfolge. Sie verlaufen parallel auf die Worte „daß er mit dir im Glauben sich vereine“.
In der lediglich vom Continuo begleiteten Bass-Arie wird die Frage des Johannes Wer bist du? Jesus in den Mund gelegt, der sie dem Zuhörer stellt. Die Melodik von Gesangsstimme wie Begleitung ist von zahlreichen Oktavsprüngen geprägt.
Das ausdrucksvolle Alt-Rezitativ wird von den Streichern begleitet. Eine Solo-Violine dominiert die folgende Alt-Arie, die die besungene „Wasserquelle“ zum Klingen bringt, vielleicht aber auch inspiriert von den Worten „Christus gab zum neuen Kleide roten Purpur, weiße Seide“.
Ein vierstimmiger Satz für den Schlusschoral kann Ihr, die ihr euch von Christo nennet (BWV 164) entnommen werden.

## Einspielungen
- J. S. Bach: Cantatas BWV 61 & BWV 132. Helmut Kahlhöfer, Kantorei Barmen-Gemarke, Deutsche Bachsolisten, Ingeborg Reichelt, Hildegard Rütgers, Theo Altmeyer, Eduard Wollitz. Cantate, 1966.
- Bach Cantatas Vol. 1 – Advent and Christmas. Karl Richter, Münchener Bach-Chor, Münchener Bach-Orchester, Edith Mathis, Anna Reynolds, Peter Schreier, Theo Adam. Archiv Produktion, 1972.
- Die Bach-Kantate Vol. 60. Helmuth Rilling, Gächinger Kantorei, Bach-Collegium Stuttgart, Arleen Augér, Helen Watts, Kurt Equiluz, Wolfgang Schöne. Hänssler, 1977.
- J. S. Bach: Das Kantatenwerk – Sacred Cantatas Vol. 7. Gustav Leonhardt, Knabenchor Hannover, Collegium Vocale Gent, Leonhardt-Consort, Sebastian Hennig (Solist des Knabenchors Hannover), René Jacobs, Marius van Altena, Max van Egmond. Teldec, 1983.
- J. S. Bach: Complete Cantatas Vol. 2. Ton Koopman, Amsterdam Baroque Orchestra & Choir, Barbara Schlick, Kai Wessel, Christoph Prégardien, Klaus Mertens. Antoine Marchand, 1995.
- J. S. Bach: Cantatas Vol. 7. Masaaki Suzuki, Bach Collegium Japan, Ingrid Schmithüsen, Yoshikazu Mera, Makoto Sakurada, Peter Kooij. BIS Records, 1997.
- Bach Cantatas Vol. 13: Köln/Lüneburg. John Eliot Gardiner, Monteverdi Choir, English Baroque Soloists, Brigitte Geller, Michael Chance, Jan Kobow, Dietrich Henschel. Soli Deo Gloria, 2000.
- J.S. Bach: Cantatas for the Complete Liturgical Year Vol. 9. Sigiswald Kuijken, La Petite Bande, Gerlinde Sämann, Petra Noskaiová, Christoph Genz, Jan van der Crabben. Accent, 2008.
- Bereitet die Wege, bereitet die Bahn! Rudolf Lutz, Chor und Orchester der J. S. Bach-Stiftung, Eva Oltiványi, Markus Forster, Julius Pfeifer, Wolf Matthias Friedrich. Klara Obermüller (Reflexion). DVD. Gallus-Media, 2006.